# آرون تویت
آرون تویت (انگلیسی: Aaron Tveit؛ زاده ۲۱ اکتبر ۱۹۸۳) بازیگر آمریکایی است.

## فیلمشناسی
از فیلم‌های معروف او می‌توان به بازی در آثار زیر اشاره کرد.
- شهر متروکه (فیلم ۲۰۰۸) (۲۰۰۸)
- نهایت سرعت (۲۰۱۲)
- بینوایان (فیلم ۲۰۱۲) (۲۰۱۲)
- بازیکن آزاد (فیلم) (۲۰۱۶)
- دختر سخن‌چین (۲۰۰۹–۲۰۱۲)
- بتی بی‌ریخته (۲۰۱۰)
- زوزه بکش (۲۰۱۰)
- همسر خوب (۲۰۱۱)
- دختر وارد یک بار می‌شود (۲۰۱۱)
- آسمان بزرگ (۲۰۱۵)
- مرگ مغزی (مجموعه تلویزیونی) (۲۰۱۶)
- کشمکش خوب (۲۰۱۷–۲۱)